# رود جنه‌سی
جنه‌سی نام رودی در آمریکای شمالی است که از منطقه مرزی ردیف‌های دوقلو در پنسیلوانیای امریکا سرچشمه گرفته و به دریاچه اونتاریو می‌ریزد.

## نگارخانه

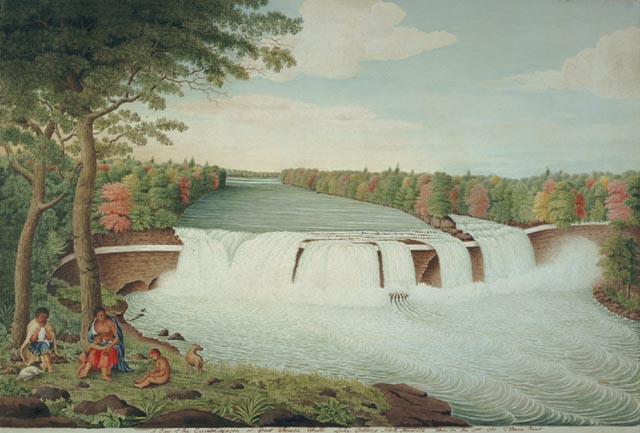
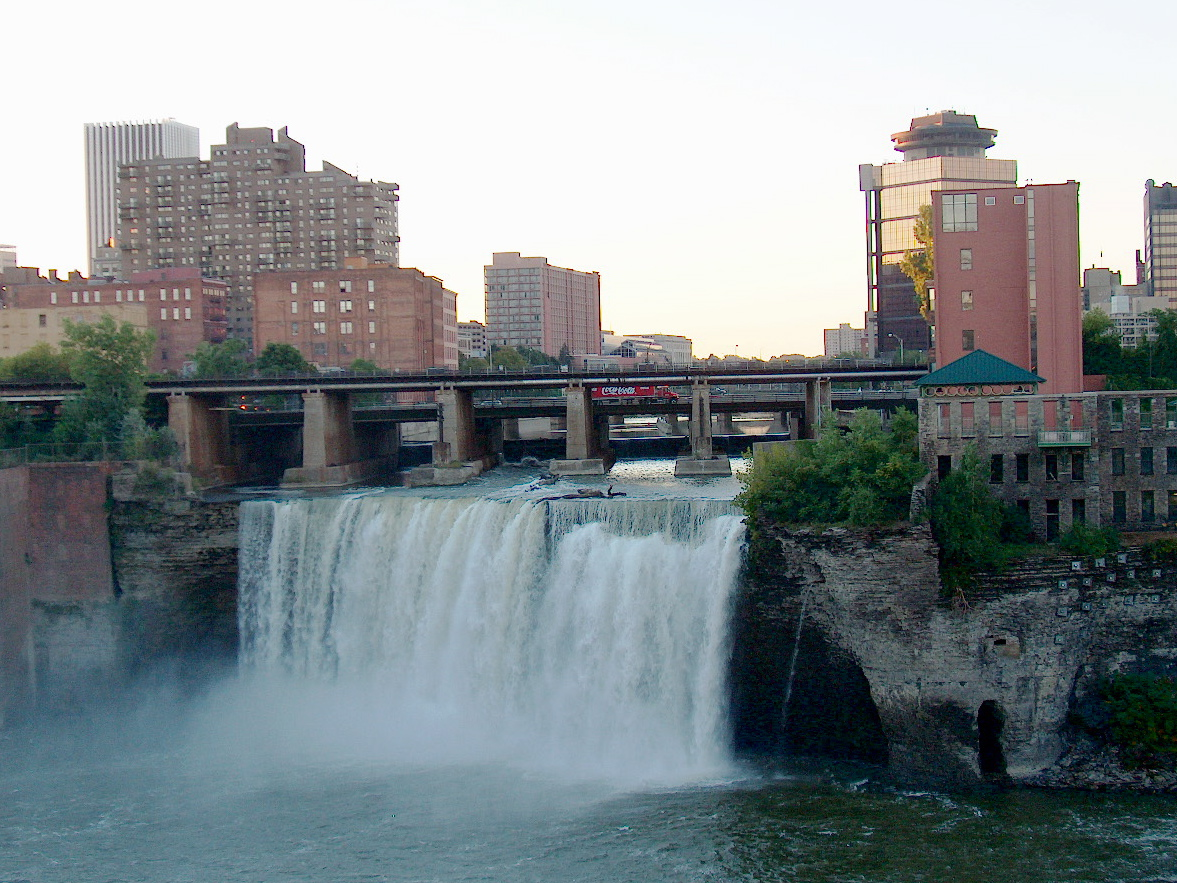
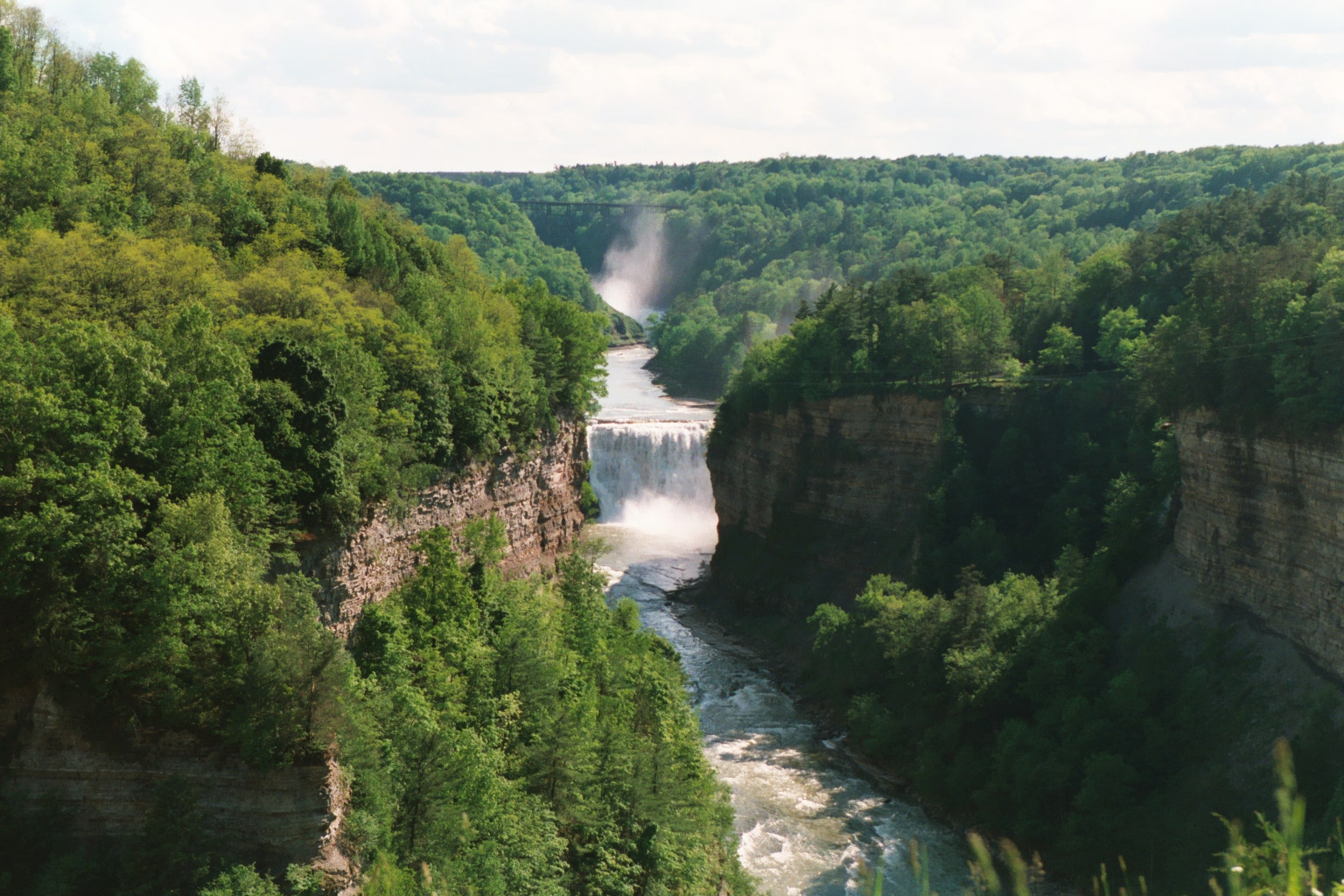